# WWF WrestleMania (videogioco 1989)
WWF WrestleMania è un videogioco di wrestling sviluppato da Rare e pubblicato nel 1989 da Acclaim Entertainment per Nintendo Entertainment System. È il primo videogioco sponsorizzato dalla World Wrestling Federation ed è basato sull'evento reale di wrestling WrestleMania.
Distribuito alcuni mesi prima di WrestleMania V, nel videogioco compaiono i wrestler Hulk Hogan (raffigurato in copertina), André the Giant, Randy Savage, Ted DiBiase, Bam Bam Bigelow e The Honky Tonk Man. Nel decennio successivo Acclaim ha prodotto altri videogiochi di wrestling in collaborazione con WWF, mentre Rare ha sviluppato altri due titoli, WWF WrestleMania Challenge e WWF Superstars.
Un omonimo WWF WrestleMania per computer venne realizzato da altri produttori nel 1991.

## Modalità di gioco
I giocatori possono giocare una partita in modalità "esibizione" (un giocatore contro il computer o due giocatori testa a testa) o un "torneo" in cui il giocatore sceglie un lottatore e deve sconfiggere gli altri cinque lottatori in una serie di partite per vincere il campionato. È inoltre possibile un torneo con due o più lottatori controllati, in cui ogni giocatore affronta ogni lottatore per un massimo di 15 match; il giocatore con il miglior record (o in caso di parità con la vittoria più veloce) vince il campionato.
Tutti i lottatori possiedono una quantità limitata di mosse, che comprende calci, pugni, colpi di testa, attacchi in corsa, mosse fuori dal ring (mosse che André the Giant e Bam Bam Bigelow non possono eseguire) e le bodyslam (mosse che Bam Bam Bigelow e Honky Tonk Man non possono eseguire).
Tutti i lottatori possiedono un attacco da dietro che possono usare su un avversario in piedi girato davanti a loro (di solito un pugno da dietro). Alcuni movimenti sono fatti su misura per ciascuno di loro; Randy Savage, per esempio, utilizza degli spacca gomiti al posto dei pugni, mentre Bam Bam Bigelow ha due attacchi in corsa invece di uno. È interessante anche notare che solo Hulk Hogan è in grado di sollevare André the Giant.
A volte, mentre un lottatore sta subendo una punizione, diventa rosso ad indicare la rabbia che aumenta. Un lottatore "arrabbiato" può infliggere più danni di un lottatore normale.
Durante i match inoltre compare un'icona che permette a un lottatore di recuperare energia. Le icone sono uniche per ogni lottatore (per esempio appaiono ad Honky Tonk Man come una chitarra, ad Hulk Hogan come un crocifisso, ecc.), e non possono essere usati in modo intercambiabile; ogni lottatore può ritirare solo la propria icona.